# Friedrich Wilhelm von Suter
Friedrich Wilhelm von Suter (* 5. August 1733; † 5. Mai 1815 auf Kalgen, Kreis Fischhausen) war ein preußischer Generalleutnant, Chef des Husaren-Regiments Nr. 5 sowie Erbherr auf Kalgen.

## Leben

### Herkunft
Seine Eltern waren Bogislaw Ernst Wilhelm von Suter (* Januar 1698; † 28. August 1740) und dessen Ehefrau Maria von Wahlen. Sein Vater war königlich preußischer Hauptmann und Eskadronschef im Dragoner-Regiment Nr. 7. Er hatte fünf Brüder bei der Armee. Von denen fiel einer bei Zorndorf und ein weiterer bei Kunersdorf. Ein dritter starb 1766 als Major im Garnisons-Regiment Nr. 5.

### Militärlaufbahn
Er wurde am 8. Juni 1751 Junker im Dragoner-Regiment Nr. 7, 1756 wurde er Unteroffizier. Am 30. März 1756 erhielt er seine preußische Adelserneuerung. Zu Beginn des Siebenjährigen Krieges am 22. November 1756 wurde er Kornett im Husaren-Regiment Nr. 5. Er nahm an den Schlachten von Groß-Jägersdorf, Kunersdorf, Zorndorf und Torgau teil. Er wurde dabei in Zorndorf und im Gefecht bei Görlitz verwundet. Als 1760 die Festung Schweidnitz kapitulierte, geriet auch Suter in Gefangenschaft, wurde aber 1761 ausgetauscht. Am 13. Dezember 1760 wurde er sogar noch zum Seconde-Lieutenant befördert. Am 21. Januar 1762 wurde er Premier-Lieutenant und am 28. März 1762 Stabsrittmeister.
Nach dem Krieg wurde er am 28. Juni 1768 Rittmeister und Eskadronschef. Am 20. Januar 1776 wurde er Major und nahm als solcher am Bayerischen Erbfolgekrieg teil. Am 20. Mai 1789 erfolgte die Beförderung zum Oberstleutnant und am 20. Mai 1789 zum Oberst mit Patent vom 24. Mai 1789. Am 1. Juni 1789 erhielt er das Kommando des II. Bataillons. Während der Revue in Heiligenbeil am 8. Juni 1789 bekam er den Pour le Mérite. Am 31. Mai 1792 wurde er Kommandeur des Husaren-Regiments Nr. 5. Seine Ernennung zum Generalmajor erhielt er am 2. Januar 1794, am 1. Januar 1795 wurde er zum Chef des Husaren-Regiments Nr. 5 erhoben. Am 20. Mai 1800 wurde auch noch zum Generalleutnant befördert. Am 20. Dezember 1804 erhielt er seine Demission und dazu 1200 Taler Pension. Er starb am 6. Mai 1815 in Kalgen und wurde in Haffstrom beigesetzt. Offiziere seines Regiments setzten dem General 1842 in der Kirche von Haffstrom ein Denkmal.

## Familie
Er heiratete am 13. September 1768 in Königsberg in Preußen Johanne Charlotte von Proeck (* 19. Juni 1746; † 7. Juni 1824). Das Paar hatte drei Kinder, von denen zwei früh starben, die Ehe wurde später geschieden. Die Tochter Henriette Philippine Charlotte (* 18. November 1775; † 21. Februar 1851) heiratete später den Generalmajor Hans Karl Friedrich Franz von Below.